# The Past And Now
The Past And Now es un álbum recopilatorio de la banda finlandesa de Power Metal, Stratovarius. Este disco fue lanzado en 1997 como promoción en Japón. La canción "Fire Dance Suite" es perteneciente del disco en solitario Timo Tolkki de su álbum debut Classical Variations And Themes, ahora bajo el nombre de Stratovarius. El disco fue lanzado en edición limitada y remasterizado.

## Lista de canciones
1. "The Hands Of Time" – 5:36
2. "Future Shock" – 4:36
3. "Twilight Time" – 5:51
4. "Chasing Shadows" – 4:35
5. "Dreamspace" – 5:58
6. "Fire Dance Suite" – 4:58
7. "Against the Wind" – 3:49
8. "Twilight Symphony" – 7:00
9. "Will the Sun Rise?" – 5:07
10. "Forever" – 3:08
11. "Black Diamond" – 5:45
12. "The Kiss of Judas" – 5:56

## Créditos
- Timo Kotipelto - Voces (7-12)
- Timo Tolkki - Guitarra (1-12) Voz (1-6)
- Jari Kainulainen - Bajo (4-12)
- Jyrki Lentonen - Bajo (1-3)
- Jens Johansson - Teclado (9-12)
- Antti Ikonen - Teclado (1-8)
- Jörg Michael - Batería (9-12)
- Tuomo Lassila - Batería (1-8)